# V (BTS)
Kim Tae-hyung (Hangul: 김태형; Daegu, 30 december 1995), artiestennaam V, is een Zuid-Koreaanse zanger, songwriter en acteur. Hij debuteerde in 2013 als een van de zeven leden van de K-popgroep BTS.
Van 19 december 2016 tot 21 februari 2017 was Kim Tae-hyung als acteur te zien in de serie Hwarang: The Poet Warrior Youth. Van december 2023 tot juni 2025 voerde Kim Tae-hyung zijn verplichte legerdienst uit bij het Zuid-Koreaanse leger. Op 10 juni 2025 voltooide hij deze tegelijkertijd met bandgenoot RM.

## Discografie
| Titel       | Jaar |
| ----------- | ---- |
| Sweet Night | 2020 |
| Scenery     | 2019 |
| Winter bear | 2019 |
| Stigma      | 2016 |
| layover     | 2023 |